# Dynamis (revista)
Dynamis es una revista semestral sometida a revisión por personas expertas dedicada a la historia de la medicina y de la ciencia. Publica artículos, notas, documentos y reseñas en castellano e inglés (con algunos artículos en francés, italiano o portugués). Sus contenidos son accesibles gratuitamente seis meses después de su publicación en Revistes Catalanes amb Accés Obert (RACO) y SciELO.

## Historia
La revista fue fundada en 1981 en la Universidad de Granada por cinco historiadores de la medicina (Luis García Ballester, Teresa Ortiz-Gómez, Rosa María Moreno, Guillermo Olagüe y Esteban Rodríguez Ocaña). En su primera editorial la revista reconocía la influencia de Pedro Laín Entralgo y justificaba su publicación por el reciente interés por la historia de la ciencia y en particular por la historia de la medicina en España. Desde el principio, el objetivo de la revista fue contribuir a la comprensión de los aspectos prácticos y sociales de la medicina desde una perspectiva amplia incluyendo la historia de las instituciones científicas, educativas y médicas.

## Repertorios y bases de datos
Los trabajos publicados en Dynamis se recogen en:
- Arts and Humanities Citation Index
- FRANCIS
- Historical Abstracts
- ISIS: Critical Bibliography
- ERIH PLUS (European Reference Index for the Humanities)
- L'Année Philologique
- Latindex
- Science Citation Index
- Scopus
- Social Science Citation Index
- Dialnet
- IBECS (Índice Bibliográfico Español en Ciencias de la Salud)